# 3+
3+ è un'emittente televisiva privata generalista della Svizzera tedesca.

## Storia
Prima della conferenza stampa del 31 maggio 2006, è noto che TV3 sarà sostituito da un nuovo canale TV privato, e da questo, il progetto per il nuovo canale era noto come Elevator TV, ma c'è anche un altro progetto chiamato Schweiz 3, ed era già stato suggerito in precedenza. Alla fine, l'idea è riuscita, e poi da quella il 31 agosto 2006, alle 19:50, TV3 è stato sostituito da un nuovo canale chiamato 3+. Il suo logo indossa un numero 3 e un segno più che può essere interpretato come la croce svizzera.
Alla fine del mese di maggio 2007, a meno di un anno dalla sua nascita, il canale ha annunciato di essere in vendita seppur non risultasse una società in decifit.

## Programmazione
La programmazione del canale si basa essenzialmente su programmi originali, film e serie tv estere. Il mattino è destinato ai bambini, il pomeriggio alle serie tv e la sera ai film.

### Produzione originale
- Superstar - From zero to hero
- Switzerland's Next Supermodel
- Die Schweizer Supernanny
- 3+ News
- 3+ Wetter

## Ascolti
Il canale desidera fare concorrenza diretta con SF zwei, aspirando a raggiungere una quota di mercato dell'11%. Il target è 15-49 anni.
A metà aprile 2007, l'Institut IHA-GfK ha annunciato che 3+ è il quarto canale più seguito nella Svizzera tedesca (7,5%), preceduto da SF1 (18,2%), RTL Television (12,2%) e SF zwei (12%).

## Diffusione
3+ è trasmesso esclusivamente via cavo nella Svizzera tedesca, per mezzo della società UPC Cablecom. Circa il 75% della popolazione può dunque ricevere il canale, per un totale di 1,5 milioni di famiglie collegate. Alla sua programmazione sulla rete, la Cablecom ha spostato ORF 2 per posizionare 3+.